# Stuarti
Dinastija Stuart je bila škotska plemićka i kasnije kraljevska dinastija, koja je vladala Škotskom (1371. – 1649. i 1660. – 1714.), Engleskom i Irskom (1603. – 1649. i 1660. – 1714.). Prvobitno je bila nazvana Stewart, a ime dinastije je galicizirano u 16. stoljeću, za vrijeme boravka Marije Stuart u Francuskoj.

## Podrijetlo i povijest
Stuarti su bili podrijetlom iz pokrajine Bretanje u današnoj Francuskoj. Prvi poznati predak obitelji Stuart, bio je Flaald I. ili Flaithri I. († oko 1080.), koji je bio dvorjanin gospodara Dola u Bretanji. Njegov unuk, Flaald II. ili Flaithri II. († oko 1114.) preselio se, kao pristaša engleskog kralja Henrika I. (1100. – 1135.), u Englesku. U 12. stoljeću postali su škotska feudalna obitelj, čiji je član, Walter I. Stewart, za vladavine škotskog kralja Davida I., dobio naslov i funkciju velikog namjesnika Škotske (eng. High Stewart), koja je od 1157. godine postala nasljedna čast u obitelji.
Na škotsko prijestolje došli su 1371. godine, kada je krunu Škota naslijedio Robert II., sin velikog namjesnika Škotske Waltera Stuarta († 1326.) i Marjorie, kćerke škotskog kralja Roberta I. Brucea († 1329.).
Izravna muška linija izumrla je smrću Jakova V. 1542. godine. Međutim, kako je njegovu kćer Mariju, nakon njene abdikacije 1567. godine, naslijedio njen jedini sin, Jakov VI., rođen iz njenog drugog braka s Henrikom Stuartom, dinastija je ostala nepromijenjena.
Stuarti su nakon izumruća engleske dinastije postavili pravo i na englsku krunu. Godine 1603. umire Elizabeta I. ne ostavivši potomke. Kako je ona bila posljednji predstavnik Tudora, a njen najbliži srodnik Jakov VI. Škotski (kao engleski kralj Jakov I.), praunuk njene tetke Margarete Tudor, Stuarti su zasjeli i na englesko-irski tron.
Tijekom engleskog građanskog rata (1642. – 1649.), kralj Karlo I. († 1649.) izgubio je krunu i život; dinastija je svrgnuta i proglašena je republika pod vodstvom Olivera Cromwella, vođe parlamentarnih snaga. Njegov sin Karlo II. zadržao je titulu škotskog kralja, međutim 1651. porazio ga je Cromwell te je bio prisiljen izbjeći u Francusku. Godine 1660. monarhija je restaurirana te je Karlo II. okrunjen za kralja.
Karla II. naslijedio je 1685. godine brat Jakov II. (Jakov VII. Škotski), koji je zbog širenja katolicizma u zemlji izazvao otpor engleskog parlamenta, koji je nato krunu predao nizozemskom namjesniku Vilimu Oranskom i njegovoj supruzi Mariji II. Stuart, starijoj kćerki Jakova II. Svi kasniji napori Jakova II., u razdoblju 1689. – 1691., da ponovno stekne englesko prijestolje ostali su bez uspjeha.
Krune Engleske i Škotske Stuarti će nositi sve do 1707. godine, kada se Kraljevina Škotska i Kraljevina Engleska i parlamentarno ujedinjuju u kraljevinu Veliku Britaniju. Prvi, jedini i posljednji Stuart na britanskom prijestolju bila je kraljica Ana († 1714.), mlađa kći Jakova II. Budući da je ona nadživjela svu svoju djecu, a njen rođak i prethodnik Vilim III. Oranski nije imao djece, kruna je otišla Hannoverima, potomcima Anine pratetke Elizabete Stuart.
Za razliku od Tudora, Stuarti nisu u potpunosti izumrli smrću posljednjeg vladara iz te obitelji. Nakon smrti Jakova II. 1701. godine, zahtjev za engleskom, irskom i škotskom kraljevskom krunom prešao je na njegova sina Jamesa Francisa Edwarda (1688. – 1766.), zvanog Stari pretendent, a nakon njegove smrti pravo na nasljeđe tražio je njegov sin Charles Edward Stuart (1720. – 1788.), poznat kao Mlađi Pretendent. Smrću njegova brata kardinala Henryja Benedicta (1725. – 1807.) izumrla je kraljevska loza Stuarta. Obitelj je preživjela u muškoj lozi preko nezakonitih sinova Karla II. i Jakova II.

## Obiteljsko stablo

### Početci
- Alan fitz Flaad
  - William FitzAlan, lord od Oswestrya
    -  William Fitz Alan, 1. lord od Oswestrya i Cluna
      - William Fitz Alan, 2. lord od Oswestrya i Cluna
      -  John Fitzalan, lord od Oswestrya
        -  John FitzAlan, 6. grof od Arundela
          -  Dinastija FitzAlan

  - Jordan fitz Alan, senešal od Dola
  - Walter fitz Alan, 1. veliki namjesnik Škotske
    -  Alan fitz Walter, 2. veliki namjesnik Škotske
      -  Walter Stewart, 3. veliki namjesnik Škotske
        - Alexander Stewart, 4. veliki namjesnik Škotske
          - James Stewart, 5. veliki namjesnik Škotske
            -  Walter Stewart, 6. veliki namjesnik Škotske
              - Robert II., kralj Škotske
              -  John Stewart of Ralston

          -  John Stewart of Bonkyll
            - Alexander Stewart of Bonkyll
              -  grofovi od Angusa (izumrli 1361.)

            - Alan Stewart of Dreghorn
              -  Stewart of Darnley
                - grofovi od Lennoxa
                -  Stewart of Garlies
                  - grofovi od Gallowaya
                  - Stewart of Burray
                  - Stewart of Physgill (Phisgal)
                  - Stewart of Minto
                    -  lordovi Blantyre

                  - Stewart of Tongrie
                  -  Stewart of Barclye

            - Walter Stewart of Garlies and Dalswinton
              -  John Stewart of Dalswinton
                -  Walter Stewart of Garlies and Dalswinton

            - James Stewart of Pearston
              -  Stewart of Pearston
                - Stewart of Lorn
                  -  klan Stewart of Appin

                - grofovi od Atholla
                -  grofovi od Buchana
                  -  grofovi od Traquaira (nezakoniti)

            - John Stewart of Daldon
            -  Robert Stewart of Daldowie

        - Walter Bailloch
          -  grofovi od Menteitha

        -  Robert Stewart, lord od Darnleya

  -  Simon fitz Alan
    -  klan Boyd

### Dinastija Stewart
- Robert II., kralj Škotske
  - Robert III., kralj Škotske
    - David Stewart, vojvoda od Rothesaya
    -  Jakov I., kralj Škotske
      - Alexander Stewart, vojvoda od Rothesaya
      - Jakov II., kralj Škotske
        - Jakov III., kralj Škotske
          - Jakov IV., kralj Škotske
            - James, vojvoda od Rothesaya
            - Arthur Stewart, vojvoda od Rothesaya
            - Jakov V., kralj Škotske
              - James, vojvoda od Rothesaya
              - Arthur, vojvoda od Albanyja
              -  Marija I., kraljica Škotske

            -  Alexander Stewart, vojvoda od Rossa

          - James Stewart, vojvoda od Rossa
          -  John Stewart, grof od Mara

        - Alexander Stewart, vojvoda od Albanyja
          - Alexander Stewart, biskup Moreya
          -  John Stewart, vojvoda od Albanyja

        - David Stewart, grof od Moraya
        -  John Stewart, grof od Mara

      -  Sir John Stewart (nezakonit)
        -  Stewart of Ballechin

  - Walter, lord od Fifea
  - Robert Stewart, vojvoda od Albanyja
    - Murdoch Stewart, vojvoda od Albanyja
      - Robert Stewart
      - Walter Stewart
        -  lordovi Avandale
          -  lordovi Stuart of Ochiltree
            -  baruni Castle Stewart
              -  grofovi Castle Stewart

      - Alasdair Stewart
      -  James Mor Stewart
        -  James "Beg" Stewart (nezakonit)
          -  Stewart of Balquhidder
            - Stewart of Ardvorlich
            - Stewart of Glen Buckie
            - Stewart of Gartnafuaran
            -  Stewart of Annat

    - John Stewart, grof od Buchana
    -  Robert Stewart, grof od Rossa

  - Alexander Stewart, grof od Buchana, Vuk od Badenocha
    -  nezakoniti potomci
      -  Stewart of Atholl

  - David Stewart, grof od Strathearna
  - Walter Stewart, grof od Atholla
    - Alan Stewart, 4. grof od Caithnessa
    -  David Stewart, gospodar od Atholla

  -  John Stewart, šerif od Butea (nezakonit)
    -  klan Stuart of Bute

### Dinastija Stuart
Potomci obitelji Stewart of Darnley (Stewart of Lennox)
- Henry Stuart, lord Darnley, suprug kraljice Marije
  -  Jakov VI. i I.
    - Henry Frederick, princ od Walesa
    - Karlo I., kralj Engleske
      - Karlo II., kralj Engleske
        - James Scott, 1. vojvoda od Monmoutha (nezakonit)
          -  vojvode od Buccleucha

        - Charles FitzCharles, 1. grof od Plymoutha (nezakonit)
        - Charles FitzRoy, 2. vojvoda od Clevelanda (nezakonit)
          -  vojvode od Clevelanda (izumrli 1774.)

        - Henry FitzRoy, 1. vojvoda od Graftona (nezakonit)
          -  vojvode od Graftona

        - George FitzRoy, 1. vojvoda od Northumberlanda (nezakonit)
        - Charles Beauclerk, 1. vojvoda od St Albansa (nezakonit)
          -  vojvode od St Albansa

        -  Charles Lennox, 1. vojvoda od Richmonda (nezakonit)
          -  vojvode od Richmonda, Lennoxa i Gordona

      - Jakov II., kralj Engleske
        - Charles Stuart, vojvoda od Cambridgea
        - James Stuart, vojvoda od Cambridgea
        - Charles Stuart, vojvoda od Kendala
        - Edgar, vojvoda od Cambridgea
        - Charles Stuart, vojvoda od Cambridgea
        - Jakov Franjo Edvard Stuart
          - Karlo Eduard Stuart
          -  Henrik Benedikt Stuart

        - James FitzJames, 1. vojvoda od Berwicka (nezakonit)
          -  Dinastija FitzJames
            - vojvode od Berwicka
            -  vojvode od Fitz-Jamesa (izumrli 1967.)

        -  Henry FitzJames (nezakonit)

      -  Henry Stuart, vojvoda od Gloucestera

    -  Robert Stuart, vojvoda od Kintyre i Lorne